# Бой под Ромблювом
Бой под Ромблювом (пол. Bitwa pod Rąblowem) — оборонительные бои советских и польских партизан с частями 5-й танковой дивизии СС «Викинг», продолжавшиеся в течение 14 мая 1944 года в районе деревни Ромблюв Люблинского воеводства.

## Предыстория
26 февраля 1944 года командование Армии Людовой (АЛ) отдало приказ № 26 о переходе в наступление. Основными задачами стали разрушение немецких коммуникаций и создание оперативной базы в Яновских, Билгорайских и Парчевских лесах.
В результате, весной 1944 года леса Люблинского воеводства стали главной базой польского коммунистического партизанского движения в Польше, именно здесь были сосредоточены основные силы Армии Людовой. Кроме того, командование АЛ предпринимало действия по расширению зоны деятельности партизанских отрядов.
Сложная оперативная обстановка в Люблинском воеводстве и её дальнейшее ухудшение вызвали серьёзную обеспокоенность у немецких властей «генерал-губернаторства».
В начале мая 1944 года немцы начали антипартизанскую операцию «Maigewitter», которая предусматривала окружение Парчевских лесов. Общее руководство операцией осуществлял командующий полицией и СС в Люблинском дистрикте, группенфюрер СС Я. Шпорренберг. После начала операции, часть партизан приняла решение покинуть Парчевские леса, совершив марш на запад.
После выполнения перехода польские и советские партизаны прибыли в район деревни Ромблюв, однако местонахождение партизан было обнаружено и немецкая авиация сбросила бомбы на селение.
Получив сведения о приближении значительных сил немецких войск со стороны Люблина, покинувшие село партизаны приняли решение дать бой, заняв позиции на окраине леса и на высотах, поскольку пересечённая местность с оврагами, складками местности и зарослями являлась подходящей для оборонительного сражения и обеспечивала маскировку сил, но при этом ограничивала возможности применения имевшейся в распоряжении немцев бронетехники.
Подходы к лесу с западной стороны были заболочены и риск атаки с этой стороны был минимален — поэтому именно здесь были размещены раненые, врачи и обоз. Польские партизанские отряды заняли оборону на севере и востоке, на юге заняли позиции советские партизаны.

## Силы сторон
В сражении под Ромблювом участвовали около 900 советских и польских партизан, общее командование которыми осуществлял командующий II округом АЛ подполковник Мечислав Мочар, основу партизанских сил составляли 1-я бригада АЛ имени Земли Люблинской и советский партизанский отряд под командованием капитана В. П. Чепиги, также в бою принимали участие местные партизанские силы (в том числе, взвод Армии Крайовой).
С немецкой стороны в сражении участвовали части 9-го панцер-гренадёрского полка СС «Германия» (SS-Panzer-Grenadier-Regiment 9 «Germania») 5-й танковой дивизии СС «Викинг» при поддержке авиации.

## Ход боя
Наступавшие немецкие части начали развёртывание к северу от леса, вслед за этим над лесом появились два немецких истребителя, стремившихся определить позиции партизан (после того, как партизаны обстреляли их из ручных пулемётов, они поднялись выше, но ведение авиаразведки не прекратили).
После обстрела леса из орудий и миномётов около полудня немецкая пехота начала первое наступление на позиции партизан с севера и востока, при этом основные силы наносили удар с севера. Немецкая пехота продвигалась осторожно, короткими перебежками и по-пластунски, а немецкое командование в это время стремилось определить местонахождение основных сил партизан и имевшиеся у них огневые средства. В соответствии с приказом М. Мочара, партизаны практически не вели огонь, стремясь втянуть немцев в ближний бой, в условиях которого немцы не могли эффективно использовать возможности артиллерийской поддержки своей пехоты.
Приблизившись на расстояние 300—400 метров, немецкая пехота поднялась в атаку, стремясь бегом преодолеть расстояние до леса и в этот момент партизаны открыли по поднявшимся в атаку пехотинцам интенсивный огонь. Часть немцев залегла и открыла ответный огонь, другие сумели достичь леса, в котором были уничтожены в рукопашном бою.
Вторая атака немецкой пехоты проходила при поддержке двух самолётов люфтваффе, во время боя советские партизаны сумели огнём из противотанкового ружья сбить один из немецких самолётов, который задымил и ушёл со снижением на посадку в сопровождении второго самолёта. Больше немецкая авиация в этот день не появлялась.
Во второй половине дня немецкие пехотинцы ещё четыре раза атаковали лес при поддержке танков и бронемашин, они сумели проникнуть в лес, но не смогли проникнуть в глубину леса без поддержки бронетехники.
Бой имел ожесточённый характер и продолжался до вечера, после наступления темноты советские партизаны прорвались на юг, а польские партизаны АЛ, разделившись на группы, вышли из окружения в различных направлениях. В дальнейшем, большинство из них вернулись в Парчевские леса.
Потери немцев составили до 200 человек убитыми и ранеными, потери партизан АЛ — 26 человек убитыми и 30 ранеными.

## Последующие события
5-я танковая дивизия СС получила пополнение, восполнившее имевшие место потери и к концу мая 1944 года полностью восстановила боеспособность.

## Память
В 1954 году на месте боя была установлена памятная плита.
В 1969 году в Ромблюве был установлен памятник партизанам — участникам сражения 14 мая 1944.
В 1986 году на месте боя был похоронен М. Мочар.